# Люк Паніссо

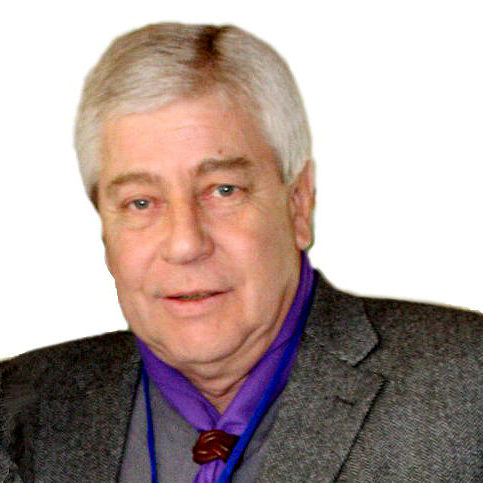
Люк Паніссо на зустрічі Європейського та Євразійського регіонів ВОСР у Києві. Квітень 2009

Люк Паніссо́ (фр. Luc Panissod, * 1949, Швейцарія) — поточний генеральний секретар Всесвітньої організації скаутського руху. Дотепер він обіймав посаду заступника генерального секретаря ВОСР і був призначений виконувачем обов'язки Генерального секретаря ВОСР в середині листопада 2007 р. замість Едуардо Міссоні у зв'язку з кризою керівництва і фінансів. В березні 2009 р. його офіційно призначено на посаду Генерального секретаря ВОСР.
Обов'язки у ВОСР розділяються між двома відділами, кожен з яких очолює заступник Генерального секретаря. На посаді заступника генерального секретаря Паніссо був відповідальним за загальне керівництво, адміністрацію, фінанси, персонал, технології та інформацію, мобілізацію ресурсів, дизайн, співпрацю, організацію світових подій, документацію і організацію Архіву.
Паніссо навчався у Сорбонському університеті в Парижі і захистив диплом з економіки, отримав ступінь магістра, а потім сертифікат d'Aptitude à l'Administration des Entreprises CAAE-MBA в одному з філіалів університету. Він писав свою кандидатську роботу на тему «Маркетинг державних і соціальних справ» коли вступив у Всесвітнє скаутське бюро у 1982 р.
В 1991 його підвищили до заступника генерального секретаря ВОСР, відповідального за загальне керівництво Всесвітнього скаутського бюро.
Паніссо також був зв'язковим Азійсько-тихоокеанського, Євразійського та Африканського бюро.
На посаді генерального секретаря Паніссо керує відділами Інституційної підтримки, Структурних справ, Планування, Стратегії і стратегічного планування, Комунікації і Зовнішніх зв'язків. У квітні 2009 р. Люк Паніссо відвідав Україну та взяв участь у роботі зустрічі Європейського та Євразійського регіонів ВОСР.
У 1996 Люк Паніссо був удостоєний найвищої нагороди ВОСР — «Бронзового Вовка».